# Furcinula
Furcinula là một chi bướm đêm thuộc phân họ Tortricinae của họ Tortricidae.

## Các loài
- Furcinula perizoma Diakonoff, 1960
- Furcinula punctulata Diakonoff, 1960